# 제2차 모리 내각 개조내각 (중앙 성청 개편 후)
제2차 모리 개조내각(일본어: 第2次森改造内閣)은  모리 요시로가 제86대 내각총리대신으로 임명되어, 2001년 1월 6일부터 2001년 4월 26일까지 존재한 일본의 내각이다.
제2차 모리 내각의 각료를 일부 교체하여 2000년 12월 5일에 발족시킨 제2차 모리 개조내각을 기초로 하여 2001년의 중앙 성청 개편에 따라 새로 직무를 사령한 2001년 1월 6일 이후의 내각을 가리킨다. 자유민주당과 공명당, 보수당의 연립 내각이다.
낮은 지지율 문제 등으로 인하여 2001년 4월 26일에 총사직하고, 제1차 고이즈미 내각이 구성되었다.

## 각료 명단
내각부 특명담당대신에 대해서는 그 담당을 괄호 내에 기술하였다. 내각부 이외의 다른 성청(내각관방 포함)의 특명사항을 담당하는 국무대신의 직무는 꺾은 괄호(〈〉) 내에 기술하였다.
| 내각총리대신                                                                         | 내각총리대신                                                                         | 모리 요시로                          |
|                                                                                      | 내각총리대신 보좌관 (교육개혁 담당)                                                  | 나카소네 히로후미                    |
| 총무대신                                                                             | 총무대신                                                                             | 가타야마 도라노스케                  |
| 법무대신                                                                             | 법무대신                                                                             | 고무라 마사히코                      |
| 외무대신                                                                             | 외무대신                                                                             | 고노 요헤이                          |
| 재무대신                                                                             | 재무대신                                                                             | 미야자와 기이치                      |
| 문부과학대신 국립국회도서관 연락조정위원회 위원                                      | 문부과학대신 국립국회도서관 연락조정위원회 위원                                      | 마치무라 노부타카                    |
| 후생노동대신                                                                         | 후생노동대신                                                                         | 사카구치 지카라                      |
| 농림수산대신                                                                         | 농림수산대신                                                                         | 야쓰 요시오                          |
| 경제산업대신 〈국제박람회 담당〉                                                     | 경제산업대신 〈국제박람회 담당〉                                                     | 히라누마 다케오                      |
| 국토교통대신 〈수도기능이전 담당〉                                                   | 국토교통대신 〈수도기능이전 담당〉                                                   | 오기 지카게                          |
| 환경대신 〈지구환경문제 담당〉                                                       | 환경대신 〈지구환경문제 담당〉                                                       | 가와구치 요리코                      |
| 내각관방장관 내각부 특명담당대신 (남녀공동참여 담당)                                 | 내각관방장관 내각부 특명담당대신 (남녀공동참여 담당)                                 | 후쿠다 야스오                        |
|                                                                                      | 내각관방 부장관                                                                      | 아베 신조                            |
| 내각관방 부장관                                                                      | 우에노 고세이                                                                        |                                      |
| 내각관방 부장관                                                                      | 후루카와 데이지로                                                                    |                                      |
| 내각위기관리감                                                                       | 안도 다다오 ( ~ 2001년 4월 1일)                                                      |                                      |
| 내각위기관리감                                                                       | 스기타 가즈히로 (2001년 4월 1일 ~ )                                                  |                                      |
| 내각법제국 장관                                                                      | 쓰노 오사무                                                                          |                                      |
| 국가공안위원회 위원장 내각부 특명담당대신 (방재 담당) 〈위기관리 담당〉              | 국가공안위원회 위원장 내각부 특명담당대신 (방재 담당) 〈위기관리 담당〉              | 이부키 분메이                        |
| 방위청 장관                                                                          | 방위청 장관                                                                          | 사이토 도시쓰구                      |
| 내각부 특명담당대신 (오키나와 및 북방대책, 규제개혁 담당) 〈행정개혁 담당〉          | 내각부 특명담당대신 (오키나와 및 북방대책, 규제개혁 담당) 〈행정개혁 담당〉          | 하시모토 류타로                      |
| 내각부 특명담당대신 (금융 담당)                                                      | 내각부 특명담당대신 (금융 담당)                                                      | 야나기사와 하쿠오                    |
| 내각부 특명담당대신 (경제재정정책 담당) 〈신천년기 기념행사, 정보통신기술(IT) 담당〉 | 내각부 특명담당대신 (경제재정정책 담당) 〈신천년기 기념행사, 정보통신기술(IT) 담당〉 | 누카가 후쿠시로 ( ~ 2001년 1월 23일) |
| 내각부 특명담당대신 (경제재정정책 담당) 〈신천년기 기념행사, 정보통신기술(IT) 담당〉 | 내각부 특명담당대신 (경제재정정책 담당) 〈신천년기 기념행사, 정보통신기술(IT) 담당〉 | 아소 다로 (2001년 1월 23일 ~ )       |
| 내각부 특명담당대신 (과학기술정책 담당)                                              | 내각부 특명담당대신 (과학기술정책 담당)                                              | 사사가와 다카시                      |

※하시모토 류타로 국무대신의 담당사무인 〈식품안전위원회행정개혁 담당〉은 2001년 4월 1일 이후.

## 같이 보기
- 일본의 역대 내각